# Szuhányi család (hiripi és ivácskói)
A Szuhányi család (hiripi és ivácskói) - Szatmár vármegye régi adományos nemes családainak egyike.

## Története
Nyitra vármegyéből, Szuhány községből származó család, mely később Bars, Bereg és Szabolcs vármegyékbe is átszármazott. 
A család tagjai közül Szatmár vármegyébe a családból Márton telepedett le.  Márton volt a családból az, aki 1718-ban III. Károlytól, kapott címeres nemes-levelet. 
Márton, a címerszerző 1718-ban és 1727-ben Szatmár vármegye főjegyzője, 1732-ben alispánja volt. Neje Perényi Éva bárónő volt. Márton fiai Antal és I. László 1765-ben királyi adományt nyertek Hiripre, melyen kívül a család még Csenger és Ivácskó községekben is birtokos volt, majd 1719-ben nemességét Bars vármegyében is kihirdették. 
A Szuhányi család tagjai közül Márton, a Rákóczi-szabadságharc alatt Károlyi Sándor generális kedvelt embere volt. 
Márton fiai közül: 
- I. László - Szatmár vármegye alispánja.
- Antal - magyar királyi testőr.

I. László fia János előbb testőr, majd Szatmár vármegye főjegyzője és alispánja lett, később Debrecenben lett kerületi táblabíró. – Fiai közül I. Ferenc Szatmár vármegye főszolgabírája, ennek fia Lajos is szolgabíró volt. – II. László fia Mór, szintén szatmár-vármegyei szolgabíró. – Ferenc, az 1800-as évek ötvenes éveiben szatmár-vármegyei főszolgabíró. II. Ferenc, volt országgyűlési képviselő, ki Csengerben volt birtokos.

## A család címerének leírása
Címer: kékben, zöld mező fölött, leveles, aranykoronán haránt keresztben átdugott egyenes kard és vörös zászló. 
Sisakdísz: páncélos, 3 vörös strucctollas, nyíltsisakos vitéz, jobbjában arany jogart tart, balját csípőjén nyugtatja. 
Takarók: vörösezüst, kékarany. 